# Live 1983–1989
Live 1983–1989 är ett dubbelt livealbum av popduon Eurythmics, släppt i november 1993.

## Låtlista
Alla sånger skrivna av Annie Lennox och David A. Stewart, om ej annat anges.

### Skiva 1
1. "Never Gonna Cry Again"
2. "Love Is a Stranger"
3. "Sweet Dreams (Are Made of This)"
4. "This City Never Sleeps"
5. "Somebody Told Me"
6. "Who's That Girl?"
7. "Right By Your Side"
8. "Here Comes the Rain Again"
9. "Sexcrime (Nineteen Eighty-Four)"
10. "I Love You Like a Ball and Chain"
11. "Would I Lie to You?" .[1]

### Skiva 2
1. "There Must Be an Angel (Playing with My Heart)"
2. "Thorn in My Side"
3. "Let's Go!"
4. "Missionary Man"
5. "The Last Time"
6. "The Miracle of Love" [2]
7. "I Need a Man"
8. "We Two Are One"
9. "(My My) Baby's Gonna Cry"
10. "Don't Ask Me Why"
11. "Angel"

### Skiva 3 (Akustisk bonus-CD – inspelad live i Rom, 27 oktober 1989)
1. "You Have Placed a Chill in My Heart"
2. "Here Comes the Rain Again"
3. "Would I Lie to You?"
4. "It's Alright (Baby's Coming Back)"
5. "Right By Your Side"
6. "When Tomorrow Comes" (Lennox, Patrick Seymour, Stewart)

## Medverkande
- Annie Lennox
- David A. Stewart

Övriga, vilket inte anges:
- Clem Burke – trummor
- Dick Cuthell – bras
- Martin Dobson – brass
- Malcolm Duncan – brass
- Sarah Fisher – bakgrundssång
- Mickey Gallager – bas
- Dean Garcia – bas
- Joniece Jamison – bakgrundssång
- Victor Martin – trummor
- Chucho Merchan – bas
- Gill O'Donovan – bakgrundssång
- Suzie O'List – bakgrundssång
- Pete Phipps – trummor
- David Plews – brass
- Eddie Reader – bakgrundssång [3]
- Olle Romo – trummor
- Margaret Ryder – bakgrundssång
- Patrick Seymour – keyboards
- Jimmy 'Z' Zavala – saxofon och munspel

## Listplaceringar
| Lista (1993)          | Topplacering |
| --------------------- | ------------ |
| Brittiska albumlistan | 22           |